# Adolf Rydholm
Guastaf Adolf Rydholm, född 30 mars 1855 i Sankt Petersburg, död 30 januari 1916 i Stockholm, var en svensk civilingenjör, akvarellist och tecknare.

## Biografi
Adolf Rydholm var son till Svante Leonard Rydholm och Mathilda Sofia Odin och gift med Carolina Katarina Malmberg. Han studerade vid läroverket i Linköping 1864–1872 och vid Teknologiska institutet i Stockholm 1872–1875. Han fick sin konstnärliga utbildning av sin far och efter studierna i Stockholm arbetade han en period som vikarierande teckningslärare vid Linköpings läroverk. Därefter arbetade han som ingenjör vid ett flertal olika verkstäder och kommunala inrättningar. Han var föreståndare för Källvikens fabriker utanför Uddevalla 1883–1898 och därefter verksam med tillverkning av magnesiumcement i Stockholm 1898–1916. Vid sidan av sitt arbete var han verksam som tecknare och akvarellist.